# Buques gemelos

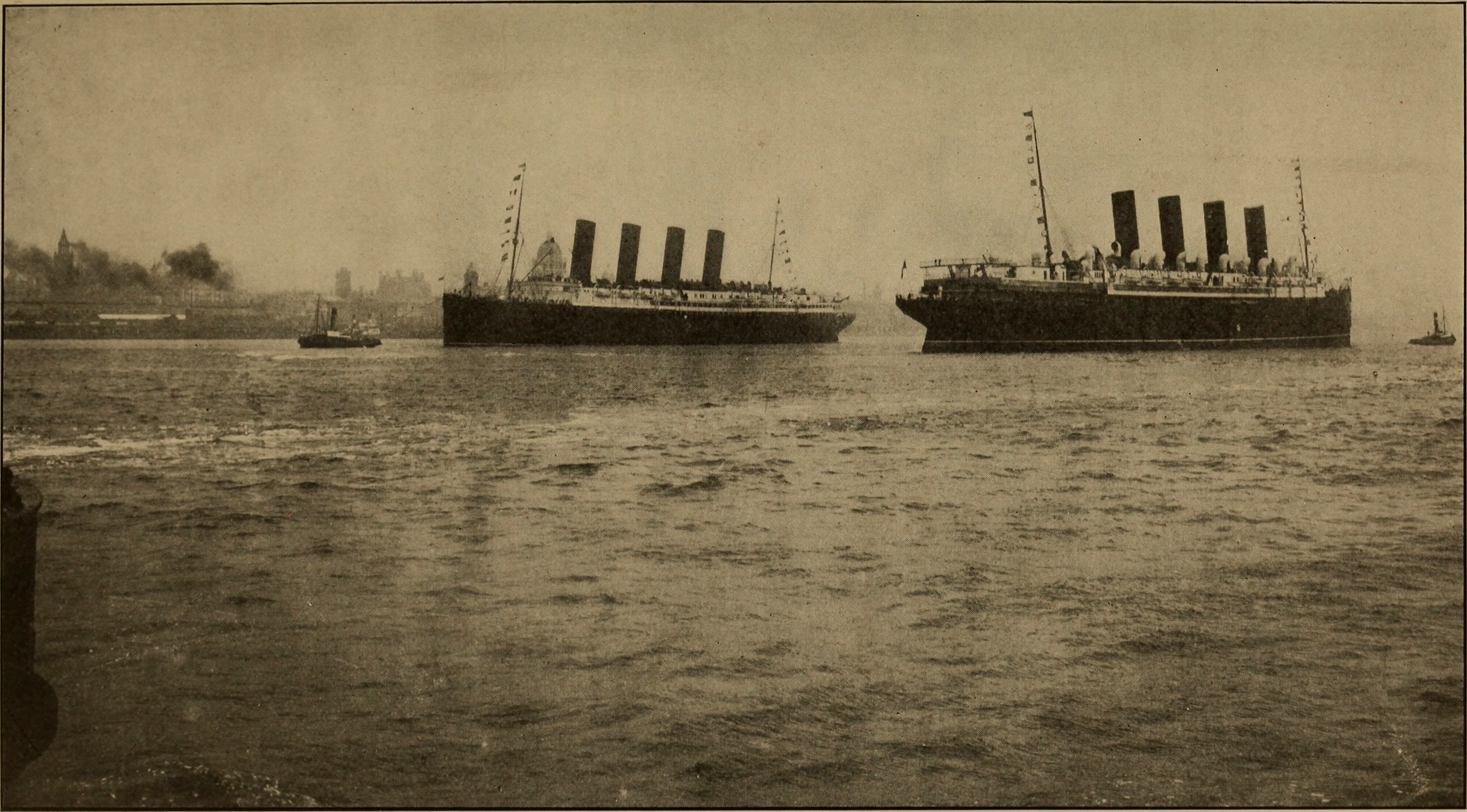
El (izquierda) y el (derecha), ambos de la Cunard Line, en 1911

Buques gemelos o barcos gemelos (en inglés: Sister ship) es un grupo de navíos de la misma clase o diseño, y que prácticamente son idénticos entre sí. Por ejemplo, los buques de guerra estadounidenses USS Iowa, USS New Jersey, USS Missouri, y USS Wisconsin, son todos barcos gemelos.
Un famoso ejemplo de barcos gemelos es el conjunto conformado por el Olympic, el Titanic y el Britannic de la naviera White Star Line. Estos tres barcos, construidos a principios del siglo XX, son sobre todo conocidos debido a las circunstancias en las que se produjo el hundimiento del Titanic en su viaje inaugural en abril de 1912, tras colisionar con un iceberg.
Otros barcos gemelos famosos son los trasatlánticos de la Cunard Line, el Lusitania —que también naufragó tras ser torpedeado durante la Primera Guerra Mundial— y el Mauretania, construidos en la misma época que los de la White Star ya mencionados.
El término no es muy usado actualmente, sin embargo se podría aplicar fácilmente a los buques o series de buques modernos que son construidos y bautizados bajo nombres parecidos, como por ejemplo los cruceros de Royal Caribbean International —como el Independence of the Seas, el Liberty of the Seas y el Freedom of the Seas—.